# Cali Open
El Cali Open es un torneo profesional de tenis. Pertenece al ATP Challenger Tour. Se juega desde el año 2022 sobre pistas de tierra batida, en Cali, Colombia.

## Palmarés

### Individuales
| Año  | Campeón             | Finalista       | Resultado        |
| ---- | ------------------- | --------------- | ---------------- |
| 2022 | Facundo Mena        | Miljan Zekić    | 6–2, 7–6(3)      |
| 2023 | Federico Delbonis   | Guido Andreozzi | 6–4, 6–7(6), 6–3 |
| 2024 | Juan Pablo Ficovich | Gonzalo Bueno   | 6–1, 6–4         |

### Dobles
| Año  | Campeones                                   | Finalistas                                     | Resultado        |
| ---- | ------------------------------------------- | ---------------------------------------------- | ---------------- |
| 2022 | Malek Jaziri Adrián Menéndez Maceiras       | Keegan Smith Evan Zhu                          | 7–5, 6–4         |
| 2023 | Guido Andreozzi Cristian Rodríguez          | Orlando Luz Oleg Prihodko                      | 6–3, 6–4         |
| 2024 | Juan Carlos Aguilar Conner Huertas del Pino | Juan Sebastián Gómez Johan Alexander Rodríguez | 5–7, 6–3, [10–7] |